# 云山八角枫
云山八角枫（学名：Alangium kurzii var. handelii）是山茱萸科八角枫属毛八角枫的变种。分布在中国大陆的江苏、湖南、江西、浙江、河南、贵州、安徽、广东、福建、广西等地，生长于海拔1,000米的地区，一般生长在山地及疏林中，目前尚未由人工引种栽培。